# Костин Поток
Костин Поток је насеље у општини Лепосавић на Косову и Метохији. Припада месној заједници Лепосавић. Ово село се налази на 5 km северно од Лепосавића. Село се налази у долини истоименог потока, северно од Лепосавића на југозападним обронцима Копаоника. Северозападна граница села је Кајково, а на истоку Мајдево, на северу село Родељ, а на југу Тврђан. Куће су лоциране поред реке и на пристранцима и зато село припада разбијеном типу села. Село се налази на надморској висини од 570 метараи асфалтним путем је повезано са Лепосавићем. Сеоско предање каже да је село добило назив по првом човеку Кости који се први диселио у овај крај и саградио кућу поред потока, поток је назван Костин, а по потоку је и село добило назив.

## Демографија
- попис становништва 1948: 106
- попис становништва 1953: 122
- попис становништва 1961: 119
- попис становништва 1971: 88
- попис становништва 1981: 60
- попис становништва 1991: 52

У насељу 2004. године живи 42 становника. Родови који живе у овом селу су : Нићифоровићи, Тимотијевићи, Ристовићи, Раденковићи, Вулићевићи, Благојевићи.